# 1880
1880 (MDCCCLXXX) a fost un an bisect al calendarului gregorian, care a început într-o zi de joi.

## Evenimente

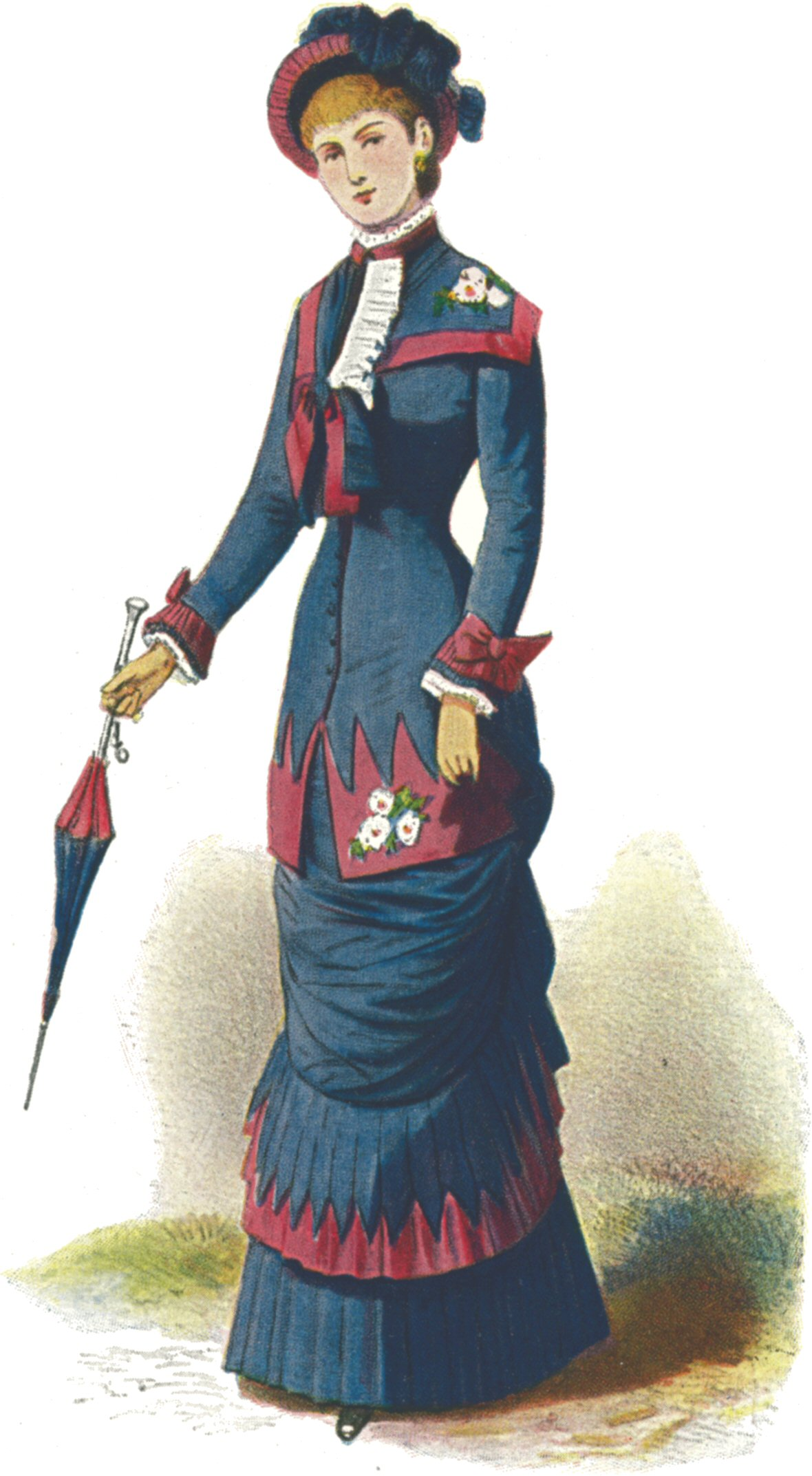
Moda în 1880

### Ianuarie
- 1 ianuarie: Începe construcția Canalului Panama.

### Februarie
- 8 februarie: Franța, Regatul Unit și Germania recunosc oficial independența României.
- 28 februarie: Sosește la București primul ambasador permanent al Franței, Aubert Ducros.

### Martie
- 1 martie: Se deschide Legația Germană la București, al cărei prim reprezentant diplomatic este contele Wesdehlen.
- 1 aprilie:Compania CFR este înființata.
- 17 aprilie: Este adoptată Legea specială pentru înființarea Băncii Naționale a României. Va deveni funcțională la 1 decembrie. Primul guvernator: Ion I. Cîmpineanu.

### Iunie
- 29 iunie: Franța anexează Tahiti.

### Iulie
- 14 iulie: Este demolată fortăreața medievală Bastilia, de guvernul revoluționar francez. Această zi devine Ziua națională a Franței.

### Decembrie
- 2 decembrie: Are loc o încercare de asasinare a prim-ministrului Ion C. Brătianu. Atentatorul, Ioan Pietraru, funcționar la Ministerul de Finanțe, va fi condamnat la 20 de ani de muncă silnică în martie 1881.
- 20 decembrie: Începutul Primului Război al Burilor în Africa de Sud între Marea Britanie și buri (Republica Africană de Sud (Transvaal) și Statul Liber Orange), (1880-1881).
- 20 decembrie: Sosește la București primul ambasador grec, Dimitrios Rozis.

### Nedatate
- 1880-1886: București: Se amenajează cursul Dâmboviței, i se adâncește albia, se asanează lunca, astfel se poate întreprinde o vastă rețea de canale pentru a drena apele menajere și cele pluviale. Lucrările sunt încredințate antreprenorului francez, Alexandre Boisquerin.
- februarie: La București, ambasadorul Angliei își prezintă scrisorile de acreditare.
- martie: Al. Plagino reprezintă Spania și Portugalia la București.
- Recensământul Statelor Unite ale Americii din 1880. Populația totală a fost de 50.189.209 de locuitori.
- Sclavia este abolită în Cuba.

## Arte, științe, literatură și filozofie
- A apărut, la București, revista Literatorul, sub conducerea lui Alexandru Macedonski.
- A avut loc, la Teatrul Național din București, premiera piesei lui I. L. Caragiale, D-ale Carnavalului.
- Apare nuvela Budulea Taichii de Ioan Slavici.
- Astronomul american, Henry Draper, obține prima fotografie a nebuloasei Orion.
- Emile Zola publică Nana.
- Fiodor Dostoievski publică Frații Karamazov.
- I. L. Caragiale publică, în "Convorbiri literare", farsa într-un act Conu Leonida față cu reacțiunea.
- În Italia se publică Pinocchio de Carlo Collodi.
- Poetul Alexandru Macedonski publică, în revista "Literatorul", articolul Despre logica poeziei, considerat a fi primul manifest al poeziei române moderne.
- Sculptorul francez, Auguste Rodin, realizează Gânditorul.

## Nașteri
- 28 ianuarie: Camil Ressu, pictor, pedagog român (d. 1962)
- 8 februarie: Franz Marc, pictor german (d. 1916)
- 13 februarie: Dimitrie Gusti, filosof român, estetician și sociolog (d. 1955)
- 17 martie: Tomas Garrigue Masaryk (n. Tomáš Jan Masaryk), primul președinte al Cehoslovaciei (1918-1935), (d. 1937)
- 3 aprilie: George Valentin Bibescu, pilot român (d. 1941)
- 21 mai: Tudor Arghezi (n. Ion N. Theodorescu), poet român (d. 1967)
- 1 iunie: Margit Kaffka, scriitoare maghiară (d. 1918)
- 24 iunie: Oswald Veblen, matematician american (d. 1960)
- 5 iulie: Constantin Tănase, actor român de teatru (d. 1945)
- 26 august: Guillaume Apollinaire, poet francez (d. 1918)
- 31 august: Wilhelmina (n. Helena Pauline Maria), regina Olandei (d. 1962)
- 10 octombrie: Zoltán Adorjáni, scriitor, poet maghiar din Transilvania (d. 1933)
- 5 noiembrie: Mihail Sadoveanu, scriitor român (d. 1961)
- 16 noiembrie: Alexandr Blok, poet rus (d. 1921)

## Decese
- 10 februarie: Adolphe Crémieux (n. Isaac Jacob Crémieux), 83 ani, avocat și politician francez de origine evreiască (n. 1796)
- 23 martie: Gheorghe Magheru, 78 ani, general și om politic, unul dintre conducătorii Revoluției de la 1848 din Țara Românească (n. 1802)
- 18 aprilie: Costache Aristia, 80 ani, actor de teatru, scriitor și om politic român (n. 1800)
- 8 mai: Gustave Flaubert, 58 ani, scriitor francez (n. 1821)
- 7 septembrie: Manolache Costache Epureanu, 61 ani, prim-ministru al României (1970 și 1976), (n. 1820)
- 5 octombrie: Jacques Offenbach (n. Jakob Eberst Offenbach), 61 ani, compozitor și violoncelist german de etnie evreiască (n. 1819)
- 4 noiembrie: Étienne Mulsant, 83 ani, entomolog și ornitolog francez (n. 1797)
- 9 decembrie: Iosif Hodoș, 51 ani, istoric și om politic român (n. 1829)
- 22 decembrie: Mary Ann Evans (pseudonim George Eliot), 61 ani, romancieră britanică (n. 1819)